# Чхве Ган Хи
Чхве Ган Хи (최강희; род. 12 апреля 1959, Сеул) — южнокорейский футболист, играл на позиции полузащитника. По завершении игровой карьеры — футбольный тренер. С 2013 по 2018 год возглавлял тренерский штаб команды «Чонбук Хёндэ Моторс». Выступал, в частности, за клуб «Ульсан Хёндэ», а также национальную сборную Южной Кореи. С 2018 года тренировал различные клубы Суперлиги Китая.

## Карьера игрока
В профессиональном футболе дебютировал в 1979 году, выступая за команду «Ханил Банк», затем в рамках срочной военной службы два года играл за команду армии. 1983 год провёл в составе ПОСКО, приняв участие лишь в трёх матчах чемпионата. В 1984 году перешёл в клуб «Ульсан Хёндэ», за который отыграл восемь сезонов. Большую часть времени, проведённого в составе «Ульсан Хёндэ», был основным игроком команды. В этой же команде завершил профессиональную карьеру в 1992 году, причиной послужила ссора с тренером клуба Чха Бом Гыном из-за методов тренировок последнего.
26 октября 1988 года дебютировал в официальном матче в составе национальной сборной Южной Кореи против Японии, корейцы выиграли с минимальным счётом. В течение карьеры в национальной команде, которая длилась пять лет, провёл в форме главной команды страны 31 матч.
В составе сборной был участником чемпионата мира 1990 года в Италии, где сыграл во всех трёх матчах группового этапа, которые корейцы, впрочем, проиграли, завершив таким образом выступления на мундиале. Также принимал участие в футбольном турнире домашних для корейцев летних Олимпийских игр 1988 года.

## Карьера тренера
Через год после завершения карьеры игрока, Чхве отправился в Германию, где в Леверкузене и Кёльне изучал футбольный менеджмент. Начал тренерскую карьеру в 1996 году, войдя в тренерский штаб клуба «Сувон Самсунг Блюуингз».
В течение 2002—2003 годов работал с молодёжной сборной Южной Кореи, после чего два года работал в тренерском штабе основной сборной страны ассистентом главного тренера португальца Умберту Коэлью.
В 2005 году возглавил тренерский штаб «Чонбук Хёндэ Моторс», где проработал шесть лет, перестроив тактику команды на более агрессивный атакующий футбол и приведя её к двум чемпионским титулам К-Лиги в 2009 и 2011 годах. До этого, в 2006 году, возглавляемая им команда выигрывала Лигу чемпионов АФК.
В 2011 году принял предложение стать главным тренером национальной сборной Южной Кореи. При этом специалист заключил контракт на работу со сборной только на период отборочного турнира к чемпионату мира 2014 и покинул команду летом 2013 года после того, как корейцы с большими трудностями квалифицировались в финальную часть мирового первенства.
Будучи у руля сборной, Чхве поссорился с тренером Ирана Карлушем Кейрошем. 17 октября 2012 года кореец обвинил иранскую сторону, что те не предоставили тренировочную площадку перед матчем между командами. Кейрош в ответ обвинил Чхве в оскорблении иранского народа. В заключительном матче отбора 18 июня 2013 года Иран с минимальным счётом обыграл Южную Корею, и Кейрош показал оппоненту кулак, чем чуть не вызвал потасовку.
В 2013 году вновь возглавил тренерский штаб команды «Чонбук Хёндэ Моторс», с которой завоевал национальные чемпионские титулы в сезонах 2014, 2015 и 2017 годов, а также во второй раз за десять лет поднял над головой трофей Лиги чемпионов АФК. Благодаря успешной карьере в «Чонбуке» он стал одним из самых успешных тренеров Южной Кореи всех времен, однако его достижения омрачил скандал с подкупом судей клубом.
3 ноября 2018 года «Тяньцзинь Цюаньцзянь» официально объявил, что Чхве станет главным тренером команды. Он официально вступил в должность после окончания сезона Суперлиги 2018 года. В январе 2019 года клуб был вовлечён в инцидент, связанный с его владельцем Шу Юхуэем, поэтому команда перешла под управление Футбольной ассоциацией Тяньцзиня и сменила название на «Тяньцзинь Тяньхай». После того как команда представила новых инвесторов, они не смогли оплачивать высокую зарплату Чхве, в итоге он покинул клуб. Затем Чхве отправился в «Далянь Ифан». Однако из-за неудовлетворительных результатов после 15-го тура Чхве ушёл с поста главного тренера и перешёл в «Шанхай Гринлэнд Шэньхуа». 7 августа 2021 года шанхайский клуб объявил о принятии просьбы Чхве об отставке. 16 мая 2023 года «Шаньдун Тайшань» объявил, что Чхве станет главным тренером клуба.

## Достижения
«Чонбук Хёндэ Моторс»
- Чемпионат Южной Кореи: 2009, 2011, 2014, 2015, 2017, 2018
- Кубок Корейской лиги: 2005
- Лига чемпионов АФК: 2006, 2016

«Шанхай Гринлэнд Шэньхуа»
- Кубок Китайской футбольной ассоциации: 2019